# Mephritus quadrimaculatus
Mephritus quadrimaculatus là một loài bọ cánh cứng trong họ Cerambycidae.